# Concilium plebis
Concilium plebis (także Concilia plebis tributa) – zgromadzenie ludowe powstałe w V wieku p.n.e. w republikańskim Rzymie, na którym zbierali się wyłącznie plebejusze. Organizacja tego zgromadzenia opierała się na jednostkach terytorialnych tribus, których liczba ustaliła się na 35. W praktyce concilium plebis było bardzo podobne do comitia tributa, dlatego też z czasem zacierały się między nimi różnice kompetencyjne. W 287 p.n.e. na mocy lex Hortensia postanowiono, że uchwały concilia plebis (plebiscita) miały obowiązywać wszystkich obywateli, czyli stanowione były w imieniu państwa.
Concilium plebis wybierało urzędników plebejskich: trybunów ludowych (tribuni plebis) i edylów plebejskich (aediles plebis).